# Walt Disney Studios Motion Pictures
Walt Disney Studios Motion Pictures, anteriormente conhecido como Buena Vista Pictures Distribution, Inc. até 2007, é um estúdio americano de distribuição de filmes dentro da divisão Disney Media and Entertainment Distribution da The Walt Disney Company. Ele lida com distribuição digital teatral e ocasional, marketing e promoção de filmes produzidos e lançados pela Walt Disney Studios, incluindo Walt Disney Pictures, Walt Disney Animation Studios, Pixar, Marvel Studios, Lucasfilm e 20th Century Studios; o selo Searchlight Pictures opera sua própria unidade autônoma de distribuição e marketing teatral.
A empresa foi fundada originalmente em 1953 como Buena Vista Film Distribution Company, Inc. (posteriormente renomeada para Buena Vista Distribution Company, Inc. e Buena Vista Pictures Distribution, Inc.). Assumiu o nome atual em 2007.
Antes de 1953, as produções de Walt Disney eram distribuídas pela M.J. Winkler Pictures (1924–1926), Film Booking Offices of America (1926–1927), Universal Pictures (1927–1928), Celebrity Productions (1928–1930), Columbia Pictures (1930–1932), United Artists (1932–1937, 1943) e RKO Radio Pictures (1937–1956).

## História

### Buena Vista
Uma disputa em 1953 sobre a distribuição de The Living Desert, o primeiro longa-metragem da Disney na série True-Life Adventures, levou Walt e seu irmão mais velho Roy O. Disney a formarem sua própria subsidiária, a Buena Vista Film Distribution Company, Inc. (BVDC), para controlar a distribuição em solo estadunidense de seus próprios produtos. A RKO se recusou a distribuir o longa. O nome "Buena Vista" veio da rua em Burbank, Califórnia, onde os estúdios da Disney estavam localizados (e permanecem até hoje). O primeiro lançamento da Buena Vista foi o filme vencedor do Oscar, The Living Desert, lançado em 10 de novembro de 1953 junto com Toot, Whistle, Plunk and Boom, o primeiro lançamento animado da Buena Vista. Lançamentos subsequentes notáveis incluem os filmes estrangeiros, Victoria in Dover, Princess Yang Kwei Fei, lançados nos cinemas dos EUA em setembro de 1956, The Missouri Traveler, em março de 1958, e The Big Fisherman, em julho de 1959 (a primeira produção de terceiros financiada pela Disney).
Em 5 de julho de 1957, a RKO Japan, Ltd. foi vendida para a Disney Productions e para a British Commonwealth Film Corporation. Ao alocar as licenças de filmes estrangeiros para a empresa, a Disney Productions usaria 5 e Commonwealth Film 8.
Em abril de 1960, a empresa abandonou o "Film" de seu nome. Em 1961 a Disney incorporou a Buena Vista International (BVI), distribuindo seu primeiro filme, Take Down, em janeiro de 1979. O primeiro filme de classificação para maiores de 10 anos da Disney foi O Buraco Negro, um filme de baixo orçamento e não produzido pelos estúdios da Disney, foi adquirido de um estúdio independente. Em julho de 1987, a Buena Vista mudou seu nome para Buena Vista Pictures Distribution, Inc. (BVPD).
No final da década de 1980, a Disney adquiriu uma participação majoritária em uma cadeia de teatros do Pacific Theatres levando a Disney Buena Vista Theaters and Pacific a renovar o El Capitan Theatre e o Crest Theater em 1989. A renovação do Crest Theater foi concluída primeiro, enquanto o El Capitan Theatra foi concluída com a estréia do filme Rocketeer em 19 de Junho de 1991.
Em 1992, a Buena Vista fez empréstimos de produção no total de US$ 5,6 milhões para a Cinergi Pictures por seu filme Medicine Man; por seus filmes de 1994 Renaissance Man e Color of Night. A Buena Vista também distribuiu os filmes. Com sua oferta pública inicial em 1994, a empresa comprou uma participação de 12,8% da Cinergi. Logo, a BVPD assinou um acordo de distribuição de 25 filmes com a Cinergi.
Em 1993 a Gaumont Film Company e a Disney formaram Gaumont Buena Vista International, uma joint venture de distribuição francesa. Em agosto de 1996, a Disney e a Tokuma Shoten Publishing concordaram que a Disney distribuiria os filmes de animação do Studio Ghibli e forneceria 10% do custo de produção do filme em produção atual do estúdio, A Viagem de Chihiro. A Disney produziria as dublagens em inglês e distribuiria 15 dos filmes de Ghibli, por meio dos banners Walt Disney Pictures, Buena Vista Home Video, Miramax e Touchstone Pictures.
Em setembro de 1996, após a aquisição da Capital Cities/ABC pela Disney, a Buena Vista Pictures Distribution, Inc. foi incorporada à ABC, Inc., a empresa-mãe desse grupo.
Para a estreia de Toy Story em novembro de 1995, a Disney alugou o Hollywood Masonic Temple - adjacente ao El Capitan Theatre - para Totally Toy Story, uma casa de diversões multimídia e um evento promocional para o filme. Em 17 de julho de 1998, a Buena Vista Pictures Distribution comprou o edifício Hollywood Masonic Temple para continuar a usá-lo como local promocional.
Em 1997, a participação da BVPD na Cinergi caiu para 5%. Depois de nove filmes serem entregues, a Cinergi vendeu para a Disney, em 22 de novembro de 1997, toda a sua biblioteca de 12 filmes, exceto o filme Die Hard with a Vengeance, mais US$ 20 milhões em troca de participações da Disney na Cinergi, com um adiantamento de US$ 35,4 milhões e com outros empréstimos. Em 2002, a Disney assinou um contrato de quatro filmes de animação com a Vanguard Animation, no entanto, apenas um filme foi lançado sob essa negociação.
Em 2004, BVI e Gaumont dissolveram sua joint venture de distribuição na França, a Gaumont Buena Vista International. No mesmo ano, a Buena Vista International concordou com um acordo com a MegaStar, formando uma joint venture, LCC, em abril de 2006 para o mercado do Vietnã.

### Walt Disney Studios Motion Pictures
Em 25 de abril de 2007, a Disney interrompeu o uso da marca Buena Vista em sua marca de distribuição.
Em 2009, a Disney firmou um acordo de distribuição com uma DreamWorks reorganizada; o acordo exigia cerca de 30 filmes da DreamWorks em um período de cinco anos e eles seriam lançados pelo selo Touchstone Pictures. Em 2011, a GKIDS adquiriu os direitos de distribuição teatral norte-americana dos filmes Ghibli, com Walt Disney Studios Home Entertainment retendo os direitos de vídeo doméstico até julho de 2017. No entanto, a Disney lida apenas com a distribuição de vídeo doméstico dos filmes da empresa no Japão, Taiwan e China.
O contrato de distribuição da Disney com a DreamWorks expirou em agosto de 2016, depois que os dois estúdios decidiram não renovar o contrato em 16 de dezembro de 2015, com a Universal Pictures substituindo a Disney como distribuidora da DreamWorks. Até o final do acordo, a Disney distribuiu 14 dos 30 filmes do contrato original com a DreamWorks; treze pela Touchstone e um pela Walt Disney Pictures. A Disney assumiu todos os direitos de propriedade dos 14 filmes da DreamWorks pela Amblin Partners em troca de empréstimos feitos a essa empresa. A Luz Entre Oceanos, o último filme desse acordo de distribuição, também foi o último filme lançado sob a bandeira da Touchstone.
Em 14 de dezembro de 2017, a The Walt Disney Company anunciou planos para comprar a 21st Century Fox, que incluía a 20th Century Fox e a Fox Searchlight Pictures. Em 20 de março de 2019, a aquisição da 21st Century Fox foi concluída. Após a reorganização e renomeação das unidades de filmes adquiridas, a Walt Disney Studios Motion Pictures começou a distribuir os filmes da 20th Century Studios, enquanto a Searchlight Pictures continuou a operar sua unidade de distribuição autônoma.
No final de 2020 e início de 2021, a Disney reorganizou o estúdio, colocando a distribuição teatral sob a unidade Disney Media and Entertainment Distribution, que também supervisiona a distribuição para o Disney+. Sob essa estrutura, a unidade de distribuição teatral supervisionará os filmes nacionais e internacionais produzidos por todos os estúdios da Walt Disney Studios - Walt Disney Pictures, Walt Disney Animation Studios, Pixar, Marvel Studios, Lucasfilm, 20th Century Studios, Blue Sky Studios e Searchlight Pictures.

## Distribuição
A Walt Disney Studios Motion Pictures distribuiu 33 filmes que receberam indicações para o Oscar de Melhor Filme; quinze de sua antiga divisão Miramax, quatro da Walt Disney Pictures, seis da Touchstone Pictures, três da Searchlight Pictures, dois da 20th Century Studios e da Hollywood Pictures, cada, e uma da Marvel Studios. Desses filmes indicados, cinco (O Paciente Inglês, Shakespeare in Love, Chicago, No Country for Old Men e Nomadland) ganharam o prêmio de Melhor Filme.
A Walt Disney Studios Motion Pictures atualmente distribui filmes de todas as unidades da Walt Disney Studios, com exceção da Searchlight Pictures, que mantém sua própria distribuição autônoma e operações de marketing. Outras unidades de filmes da Disney e alguns estúdios terceirizados, incluindo:
| Walt Disney Studios | Acordos de distribuição atuais | Acordos de distribuição antigos |
| --- | --- | --- |
| - Walt Disney Pictures - Disneynature - Walt Disney Animation Studios - Pixar - Marvel Studios - Lucasfilm - 20th Century Studios - Searchlight Pictures - 20th Century Animation Outras unidades da Disney - Disney+/Star Originals - Disney Original Documentary - Onyx Collective - Patagonik Film Group - Disney Channel Original Productions - Buena Vista International - Star Distribution - ESPN Films (80%) - National Geographic Films (73%) - UTV Motion Pictures - Star Studios - A&E IndieFilms (50%) Antigas unidades da Disney - Touchstone Pictures (1984–2016; inativo) - Disneytoon Studios (1990–2018; fechado) - Hollywood Pictures ((1990—2001, 2006–2007; fechado) - Blue Sky Studios (2019–2021; fechado) - Fox 2000 Pictures (2019-2021; dissolvido) - Miramax Films (1993–2010; vendido) - Dimension Films (1993–2005; vendido) - DIC Entertainment (1996–2000; vendido) - Caravan Pictures (1993–1999; fechado) - ImageMovers Digital (2009–2011; fechado) | - New Regency (2019–presente) - Gloria Sanchez Productions (2021–presente) - Lightstorm Entertainment (2019–presente) - TSG Entertainment (2019-presente) - Original Film (2019-presente) - Mandeville Films (1996–presente) - Mayhem Pictures (2002–presente) - Panay Films | - DreamWorks Pictures (2011–2016) - Jerry Bruckheimer Films (1993–2014) - Chernin Entertainment (2019–2020) - Cinergi Pictures (1993–1998; fechado) - Beacon Pictures (2002–2007) - Studio Ghibli (North America; 1998–2014) - Vanguard Animation (2002) - POW! Entertainment (2007–2014) - Spyglass Entertainment (1998–2008) - Blinding Edge Pictures (1998–2005) - Universum Film (2005-2019, apenas Alemanha) - Pathé (2020–2021, apenas Reino Unido) - Locksmith Animation (2019–2021) |

### Acordos internacionais
Walt Disney Studios Motion Pictures International foi formada em 1961 como Buena Vista International. Em 4 de maio de 1987, apesar de serem rivais na indústria, a Disney assinou um acordo de distribuição teatral com a Warner Bros. International para o lançamento dos filmes da Disney e da Touchstone em muitos mercados estrangeiros, exceto na Austrália e na Nova Zelândia, onde a distribuição foi feita pela Roadshow Distributors, com a Disney mantendo o controle total de todas as decisões de distribuição e marketing de seus produtos (uma prática notável nesta política é ocultar as referências da Warner em pôsteres e isso é creditado apenas em textos muito pequenos, com exceção de alguns pôsteres do Reino Unido, onde às vezes o logotipo completo é mostrado). A Warner anteriormente tinha uma parceria de distribuição no exterior com a Columbia Pictures, mas foi dissolvida em 1988.
Em 1992, a Disney optou por encerrar sua joint venture com a Warner Bros. para começar a distribuir autonomamente seus filmes nesses mercados estrangeiros mencionados, começando com Aladdin e, no mesmo período, a Warner Bros. estabeleceu o selo Family Entertainment para autodistribuir filmes para toda a família sob a marca guarda-chuva Warner. Nesses territórios, de 1993 a 2007, a Disney reativou o nome Buena Vista International e também distribuiu sob ela em países que não tinham acordos atuais com outras empresas.[carece de fontes?] A Disney então continuaria seu relacionamento de distribuição de filmes no exterior com a Warner Bros. por meio de um acordo de distribuição de vídeo doméstico na Europa e na Austrália, no qual a Warner Home Video distribuiu material selecionado da Disney em DVD de 1999 a 2002, quando a Disney optou por autodistribuir DVDs nos mencionados territórios.
A Italia Film, uma empresa libanesa de distribuição e produção de filmes, é a parceira exclusiva de distribuição de filmes teatrais da Disney para vários mercados do Oriente Médio e Norte da África (MENA) desde 1993, após fechar um acordo diretamente com a Buena Vista International na época. Antes disso, a Warner Bros. originalmente cuidava dos referidos mercados MENA, exceto em Israel, onde a Buena Vista cuidava da distribuição teatral por conta própria.
Em Taiwan, a MGM primeiro lidou com a distribuição da Disney, com a 20th Century Fox e a Warner Bros. assumindo mais tarde. Um distribuidor local chamado Era Communications assumiu a distribuição de 1992 a 1995. Naquela época, a Buena Vista iniciou suas operações em Taiwan. A Columbia encerrou sua unidade de distribuição conjunta com a Fox e mudou para Buena Vista em 1999.
Os direitos dos filmes da Disney na Alemanha Ocidental foram originalmente lançados pela MGM (sob CIC no início dos anos 1970) e mais tarde para a 20th Century Fox, e depois para a divisão alemã da United International Pictures antes da joint venture da Warner Bros. Em setembro de 2004, a Buena Vista International Germany anunciou que começaria a distribuir nos cinemas certos filmes da Universum Film (principalmente lançamentos para famílias) a partir de fevereiro de 2005, substituindo um acordo anterior com a United International Pictures. O negócio terminou depois que a Universum foi vendida pelo RTL Group para o Grupo Tele München, que começou a autodistribuir lançamentos posteriormente sob o nome Leonine Distribution.
Na Espanha, a Filmayer S.A. lançou originalmente os filmes da Disney, com a Warner Española S.A. posteriormente assumindo.
No Reino Unido, os filmes da Disney foram lançados através da Rank Film Distributors sob o nome UK Film Distributors Ltd. antes da joint venture da Warner Bros.
Na Itália e no Brasil, os filmes da Disney foram distribuídos pela Cinema International Corporation e United International Pictures antes da joint venture da Warner Bros.
Na Austrália e na Nova Zelândia, os filmes da Disney foram distribuídos pela 20th Century Fox sob suas joint ventures com CIC e UIP (chamados CIC-Fox e UIP-Fox, respectivamente) antes da distribuição mudar para Greater Union Film Distributors até que este último se fundiu com Village Roadshow em 1987 e a Roadshow Entertainment assumiu a distribuição.
Em alguns outros países da Europa, como Polônia, Hungria e República Tcheca, os filmes da Disney foram lançados por distribuidores locais, como Filmoteka Narodowa na Polônia, InterCom Zrt. na Hungria e Guild Film Distribution na República Tcheca, respectivamente.
A Disney e a Sony Pictures formaram em 1997 uma joint venture de distribuição de filmes no Sudeste Asiático. Em dezembro de 2006, 14 joint ventures de distribuição com a Sony Pictures Releasing International foram formadas e existem em países como Brasil, México, Singapura, Tailândia e Filipinas. Em janeiro de 2007, sua décima quinta parceria começou a operar na Rússia e na CEI. Em fevereiro de 2017, a Sony começou a deixar o empreendimento no Sudeste Asiático com as Filipinas. Em 14 de agosto de 2017, a Sony rescindiu o contrato de joint venture para suas próprias operações. Em 31 de janeiro de 2019, em antecipação à aquisição então pendente da maioria dos ativos da 21st Century Fox (que inclui a 20th Century Fox), a Disney concordou em vender sua participação na joint venture mexicana chamada Walt Disney Studios Sony Pictures Releasing de México para Sony Pictures Releasing.
Na Grécia e em Chipre, os filmes da Disney são distribuídos pela distribuidora local Feelgood Entertainment, que também distribui filmes da Sony Pictures nesses territórios.
Na China, devido às suas políticas regulamentadas de distribuição internacional de filmes, todos os filmes da Disney na China são distribuídos pela China Film Co., Ltd. e/ou Huaxia Film Distribution.
Em 3 de outubro de 2017, foi anunciado que a Disney cuidaria da distribuição internacional de Glass, de M. Night Shyamalan, lançado no início de 2019, por meio do banner Buena Vista International. O filme é uma sequência de seus filmes anteriores Unbreakable (distribuído pela Disney através da Touchstone) e Split (distribuído pela Universal Pictures). Por meio de um acordo feito com a Disney, a Universal reteve os direitos domésticos do filme, enquanto a Disney distribuiu em territórios internacionais sob o selo. O filme Patrick, produzido no Reino Unido, também foi lançado em 2018 pela Disney sob o selo Buena Vista International no Reino Unido. Missing Link também foi lançado pela Disney sob a Buena Vista International na América Latina, Rússia e alguns países da Ásia. Além disso, a Buena Vista International atualmente lida com a distribuição teatral dos filmes da 20th Century Studios e da Searchlight Pictures internacionalmente fora da América do Norte desde 2020, enquanto a unidade de distribuição norte-americana da 20th Century Studios foi absorvida pelo WDSMP. Em 2020, a Buena Vista International também produziu o filme alemão Vier zauberhafte Schwestern. Em 2021, a Buena Vista International também co-produziu o filme brasileiro da Netflix, Amor sem Medida.
Em 11 de fevereiro de 2022, a filial latino-americana da Buena Vista International foi renomeada para Star Distribution, já que a marca Star substituiu o nome Buena Vista International.
Em 3 de novembro de 2022, a filial brasileira da Buena Vista International também foi renomeada para Star Distribution, depois que a filial latino-americana da Buena Vista International foi desativada em 15 de fevereiro de 2022.

## Biblioteca de filmes

### Filmes de maior bilheteria
A Walt Disney Studios Motion Pictures lançou a maioria dos filmes que ultrapassaram a marca de US$ 1 bilhão, com um total de vinte e dois filmes. Entre os principais estúdios de Hollywood, a Disney possui doze filmes dos vinte filmes de maior bilheteria de todos os tempos sendo distribuídos por ela. A empresa possui também o filme de maior bilheteria de todo o mundo e o filme de maior bilheteria no Brasil (Vingadores: Ultimato). Dos doze filmes, três deles cruzaram a marca de US $ 2 bilhões em vendas mundiais, o máximo para qualquer estúdio de Hollywood. A Disney também é a primeira de apenas três estúdios que lançaram pelo menos dois filmes bilionários no mesmo ano (os outros são Warner Bros. e Universal Pictures). Além disso, é o único estúdio que conseguiu sete vezes, em 2010, 2013, 2015, 2016, 2017, 2018 e 2019-2016, incluindo quatro lançamentos de US$ 1 bilhão; sendo assim um recorde para qualquer estúdio. Sete das dez maiores bilheterias de filmes de animação foram lançados pela Disney, sendo que a empresa possui dezesseis dos vinte filmes mais rentáveis de acordo com a G-Rated. E ainda, quatro dos cinco principais fins de semana de abertura foram lançados pela Disney. Em 2015, a Disney alcançou sua maior bilheteria anual em todo o mundo e na América do Norte. Em 2016, a Disney ultrapassou US$ 7 bilhões em bilheteria anual em todo o mundo - a primeira de qualquer grande estúdio - superando o recorde anterior de 2015. Em 2018 a Disney quebrou um recorde histórico de arrecadação nos Estados Unidos com US$ 3,09 bilhões de bilheterias e ultrapassou a marca de US$ 7 bilhões em arrecadação anual de bilheteria em todo o mundo, tornando-se o segundo estúdio a ultrapassá-la. Em 2019, a Disney se tornou o primeiro estúdio a ter cinco filmes lançados e, os mesmos, cruzarem a marca US$ 1 bilhão de bilheteria cada um. No mesmo ano, a Disney quebrou os recordes anteriores, faturando US$ 13,2 bilhões nas bilheterias mundiais. 
| Rank | Filmes                                            | Ano  | Estúdio      | Bilheteria bruta  |
| ---- | ------------------------------------------------- | ---- | ------------ | ----------------- |
| 1    | Vingadores: Ultimato                              | 2019 | Marvel       | US$ 2 797 800 564 |
| 2    | Star Wars: O Despertar da Força                   | 2015 | Lucasfilm    | US$ 2 068 223 624 |
| 3    | Vingadores: Guerra Infinita                       | 2018 | Marvel       | US$ 2 048 359 754 |
| 4    | O Rei Leão                                        | 2019 | Disney       | US$ 1 656 943 394 |
| 5    | Os Vingadores: The Avengers                       | 2012 | Marvel       | US$ 1 518 812 988 |
| 6    | Frozen II                                         | 2019 | Disney       | US$ 1 437 632 552 |
| 7    | Vingadores: Era de Ultron                         | 2015 | Marvel       | US$ 1 405 403 694 |
| 8    | Pantera Negra                                     | 2018 | Marvel       | US$ 1.346.913.161 |
| 9    | Star Wars: Os Últimos Jedi                        | 2017 | Lucasfilm    | US$ 1 332 539 889 |
| 10   | Frozen - Uma Aventura Congelante                  | 2013 | Disney       | US$ 1 276 480 335 |
| 11   | A Bela e a Fera                                   | 2017 | Disney       | US$ 1 263 521 126 |
| 12   | Os Incríveis 2                                    | 2018 | Disney/Pixar | US$ 1 242 785 241 |
| 13   | Homem de Ferro 3                                  | 2013 | Marvel       | US$ 1 215 439 994 |
| 14   | Capitão América: Guerra Civil                     | 2016 | Marvel       | US$ 1 153 304 495 |
| 15   | Capitã Marvel                                     | 2019 | Marvel       | US$ 1 128 274 794 |
| 16   | Toy Story 4                                       | 2019 | Disney/Pixar | US$ 1 073 394 593 |
| 17   | Toy Story 3                                       | 2010 | Disney/Pixar | US$ 1 066 969 703 |
| 18   | Piratas do Caribe: O Baú da Morte                 | 2006 | Disney       | US$ 1 066 179 725 |
| 19   | Star Wars: A Ascensão de Skywalker                | 2019 | Lucasfilm    | US$ 1 065 256 040 |
| 20   | Rogue One: Uma História Star Wars                 | 2016 | Lucasfilm    | US$ 1 056 057 273 |
| 21   | Aladdin                                           | 2019 | Disney       | US$ 1 050 693 953 |
| 22   | Piratas do Caribe: Navegando em Águas Misteriosas | 2011 | Disney       | US$ 1 045 713 802 |
| 23   | Procurando Dory                                   | 2016 | Disney/Pixar | US$ 1 028 570 889 |
| 24   | Alice no País das Maravilhas                      | 2010 | Disney       | US$ 1 025 467 110 |
| 25   | Zootopia                                          | 2016 | Disney       | US$ 1 023 784 195 |